# Ctenitis ursina
Ctenitis ursina är en träjonväxtart som beskrevs av Alan Reid Smith. Ctenitis ursina ingår i släktet Ctenitis och familjen Dryopteridaceae. Inga underarter finns listade.